# Великолозьке сільське поселення
Великолозьке сільське поселення (рос. Большелогское сельское поселение) — муніципальне утворення в Аксайському районі Ростовської області Росія.
Адміністративний центр поселення — хутір Великий Лог.
Населення - 10056 осіб (2010 рік).

## Географія
Великолозьке сільське поселення на півдні межує з містом Аксай, на півночі – з  Рассвєтовським сільським поселенням, на південному сході – Старочеркаським сільським поселенням. На південно-заході та заході межує з містом Ростовом-на-Дону.

## Історія
Наприкінці 1920-х років тут на основі індивідуальних господарств було створено радгосп. Тут розташовувалася комуна імені Ворошилова, потім колгосп імені «Заповіти Леніна». В колгоспі налічувалося близько 200 господарств, серед трудящих було 450 осіб. Колгосп «Заповіти Леніна» займався овочевими та зерновими культурами. Територію від Реконструктора до Весової займали виноградники.

## Адміністративний устрій
До складу Великолозького сільського поселення входять:
- хутір Великий Лог - 4336 осіб (2010 рік),
- селище Водопадний - 927 осіб (2010 рік),
- селище Реконструктор - 1682 особи (2010 рік),
- селище Російський - 491 особа (2010 рік),
- селище Янтарний - 1228 осіб (2010 рік),
- хутір Камишеваха - 669 осіб (2010 рік),
- хутір Пчеловодний - 723 особи (2010 рік).

## Господарство
У 21 сторіччі тут функціюють декілька сільськогосподарських підприємств. Є цегляно-черепичний цех РУМГа. Територія хутора газифікована. 
Заклади культури Великолозького сільського поселення: «Реконструкторський сільський Будинок культури» та «Реконструкторська сільська бібліотека».
Працює дві освітні установи, розраховані на 500 й 250 місць. Функціонують дитячі дошкільні заклади – дитячий садок «Соловейко», «Буратіно» та «Колосок». Працює лікарня, лікарська амбулаторія, 4 фельдшерсько-акушерські пункти.